# Straussiella
Straussiella  (лат.) — монотипный род двудольных растений семейства Капустные (Brassicaceae), включающий вид Straussiella purpurea (Bunge ex Boiss.) Hausskn.. Выделен немецким ботаником Карлом Хаусскнехтом в 1897 году.
Род назван в честь немецкого коллектора растений, коммерсанта и путешественника Теодора Штраусса.

## Распространение, описание
Единственный вид является эндемиком Ирана.
Многолетние травы либо кустарнички, покрытые волосками. Листья от обратноланцетовидных до линейных. Цветки с прямостоячими лепестками жёлтого или пурпурного цвета. Плод — стручок яйцевидной формы. Семена с придатками. Число хромосом — n=8.